# Percy (Manche)
Percy ist eine Ortschaft und eine ehemalige französische Gemeinde mit 2.370 Einwohnern (Stand: 1. Januar 2022) im Département Manche in der Region Normandie. Sie gehörte zum Arrondissement Saint-Lô und zum Kanton Percy.
Mit Wirkung vom 1. Januar 2016 wurde Percy mit der früheren Gemeinde Le Chefresne fusioniert und damit eine Commune nouvelle mit dem Namen Percy-en-Normandie geschaffen. Die ehemaligen Gemeinden haben in der neuen Gemeinde den Status einer Commune déléguée. Der Verwaltungssitz befindet sich im Ort Percy.

## Geschichte
Im Zweiten Weltkrieg wurde Percy am 31. Juli 1944 von der deutschen Besatzung befreit.

## Bevölkerungsentwicklung
| Jahr                       | 1962 | 1968 | 1975 | 1982 | 1990 | 1999 | 2007 | 2017 |
| Einwohner                  | 2391 | 2371 | 2259 | 2263 | 2143 | 2129 | 2216 | 2280 |
| Quellen: Cassini und INSEE |      |      |      |      |      |      |      |      |

## Sehenswürdigkeiten
- Abtei Hambye
- Kirche Saint-Jean-Baptiste

## Persönlichkeiten
- Georges Grente (1872–1959), römisch-katholischer Geistlicher, Bischof von Le Mans 1918–1959